# Teos

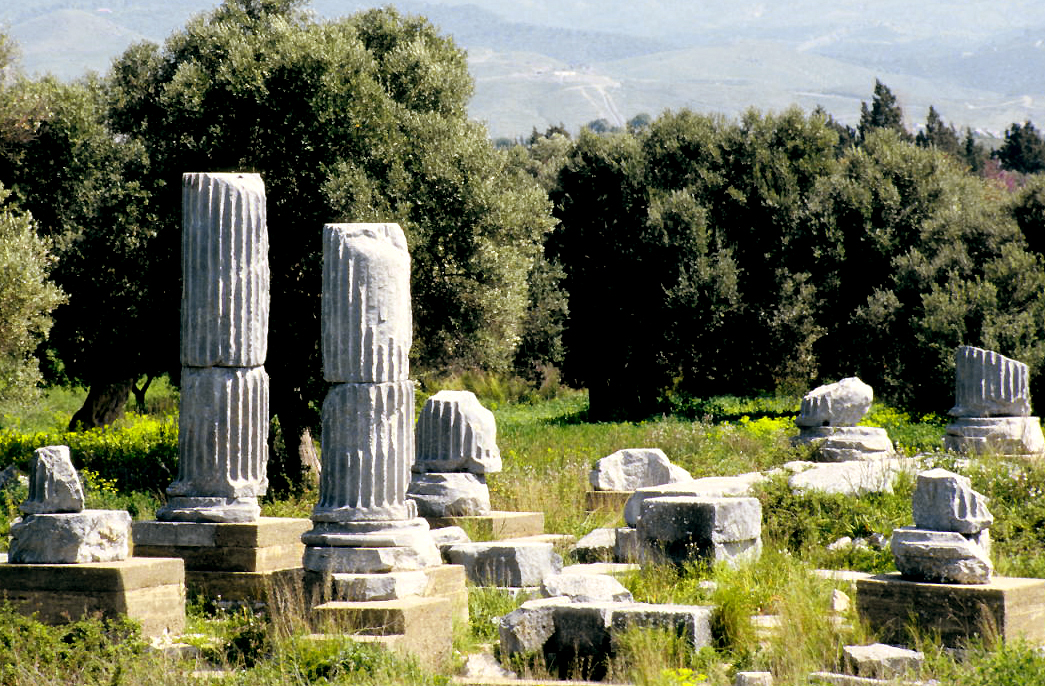
Pozostałości kolumnady świątyni Dionizosa

Teos (gr. Τέως) – starożytne miasto jońskie w Karii.
Należało do tzw. dodekapolis – dwunastu miast założonych podczas migracji Jonów z Peloponezu na wybrzeża Azji Mniejszej około 1000 p.n.e.
Miasto żyło z handlu morskiego, w starożytności posiadało dwa porty. Najsłynniejszą jego budowlą była największa w świecie greckim świątynia Dionizosa. Teos było miejscem urodzin poety Anakreonta, także jednym z ośrodków, w których rozwijało się starożytne aktorstwo. Główną siedzibę miało tam związane z kultem Dionizosa Kathegemona stowarzyszenie artystów Dionizosa, w którego skład wchodzili aktorzy, poeci i muzycy z Jonii.
Jako jedno z pierwszych miast greckich zostało napadnięte przez wojska Cyrusa, wskutek czego zostało opuszczone przez mieszkańców. Część z nich założyła ok. 540 p.n.e.  w Tracji Abderę, inni – Fanagorię na północnym wybrzeżu Morza Czarnego.
Pozostałości Teos znajdują się niedaleko Izmiru, odległe o ok. 1 km od wsi Sığacık.